# Don Mitchell
Don Mitchell (Houston (Texas), 17 maart 1943 – Los Angeles, 8 december 2013) was een Amerikaanse acteur.

## Levensloop en carrière
Mitchell werd geboren in Houston. Zijn bekendste rol was die van Mark Sanger in de televisieserie Ironside, waarin hij samen met Raymond Burr de hoofdrol speelde. Hij speelde ook nog een rol in McMillan & Wife en Capitol.
Mitchell was tweemaal getrouwd. Hij overleed op 70-jarige leeftijd in 2013.
- Bibliothèque nationale de France: cb170130064 (data)
- International Standard Name Identifier: 0000 0000 4578 7872
- Library of Congress Control Number: no2002076648
- SNAC: w6zw9jh7
- Virtual International Authority File: 21815875
- WorldCat: E39PBJh4ypBbThg3FGt4MXWJjC